# Chácara
Chácara is een gemeente in de Braziliaanse deelstaat Minas Gerais. De gemeente telt 2.762 inwoners (schatting 2009).

## Aangrenzende gemeenten
De gemeente grenst aan Bicas, Coronel Pacheco, Goianá, Juiz de Fora en Rochedo de Minas.